# Triadopathes triadocrada
Triadopathes triadocrada is een Antipathariasoort uit de familie van de Stylopathidae. De wetenschappelijke naam van de soort is voor het eerst geldig gepubliceerd in 1999 door Opresko.